# Церква Введення в храм Пресвятої Богородиці (Дорогичівка, ПЦУ)
Церква Введення в храм Пресвятої Богородиці в Дорогичівці — парафія і храм Заліщицького благочиння Тернопільської єпархії Православної церкви України в селі Дорогичівка Чортківського району Тернопільської области. Пам'ятка архітектури місцевого значення (охоронний номер 549).

## Історія церкви
Храм Введення в храм Пресвятої Богородиці був збудований у 1818 році.
У 1956 році в храмі зробили внутрішній ремонт, а в 1975 році розписали стелю. У 1981 році святиню повністю перекрили. У 1982 році виконано набризк і розпис храму.
У 1995 році за пожертви парафіян була збудована та освячена капличка, яку освятив архієпископ Тернопільський і Бучацький Василій.
Постійні жертводавці, зокрема Марія Ільків, пожертвувала кошти на статую Пресвятої Богородиці, яку встановили біля храму.

## Галерея

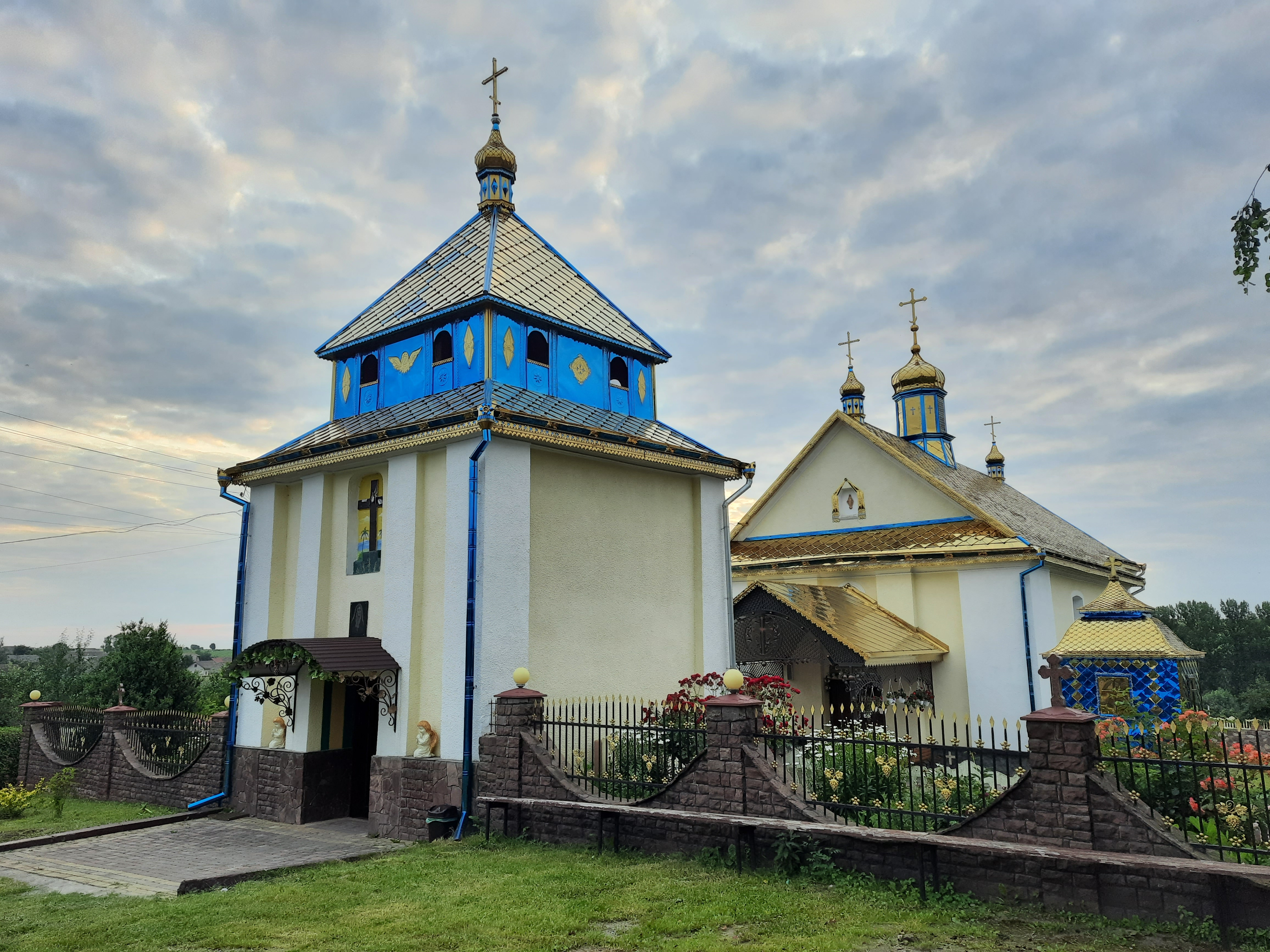
Церква Введення Пречистої Діви Марії
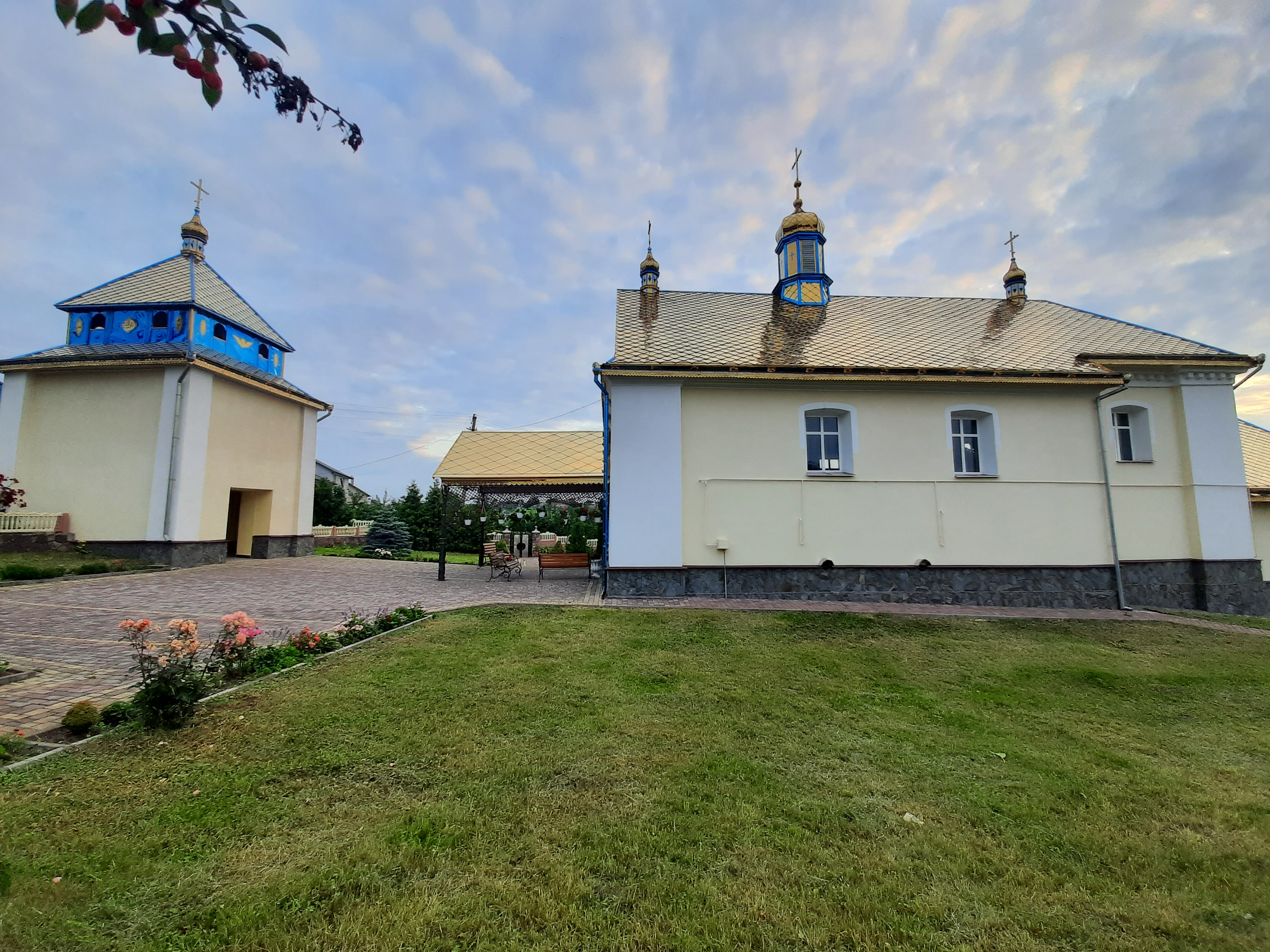
Церква Введення Пречистої Діви Марії
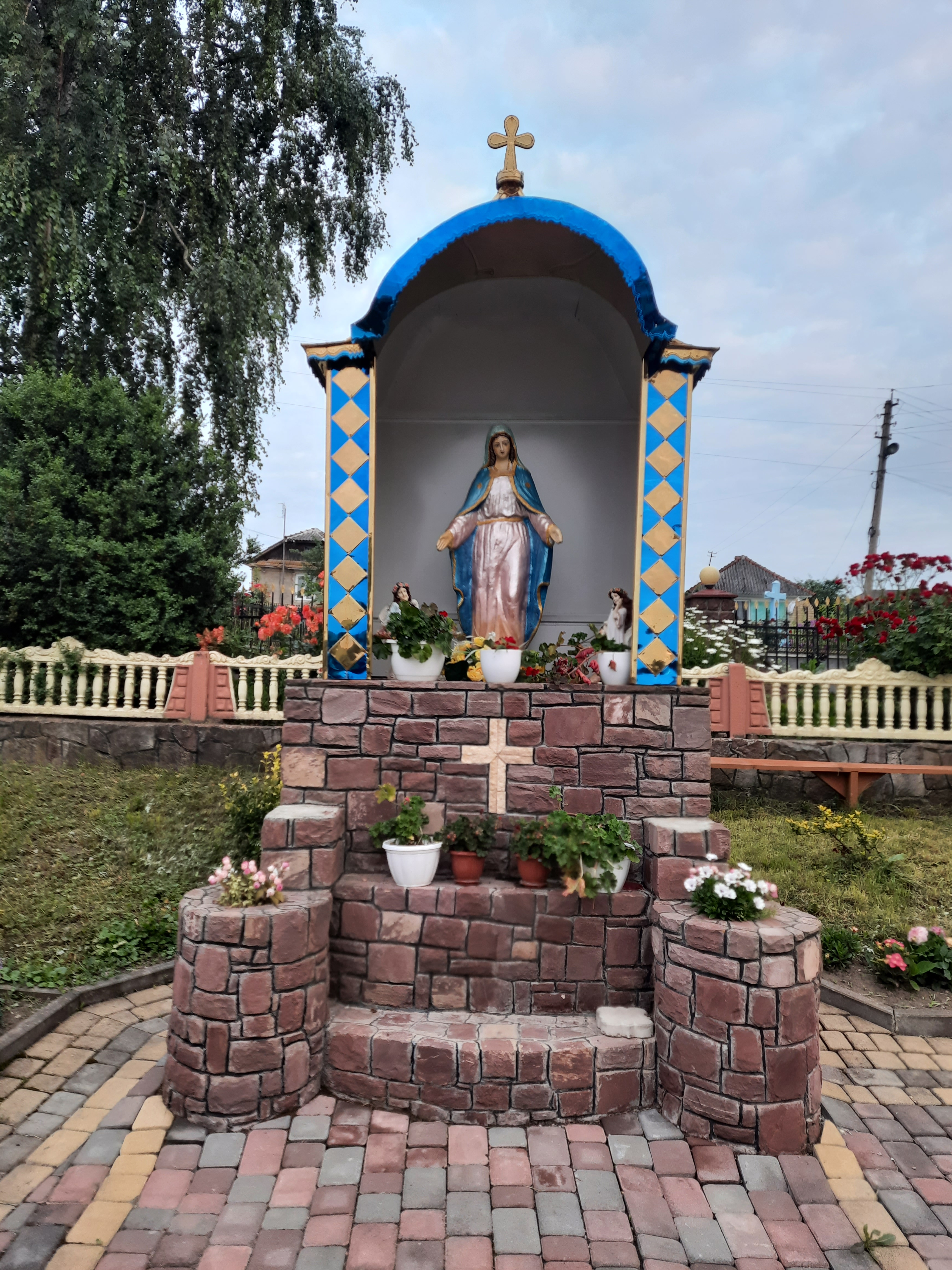
Статуя Божої Матері біля церкви.
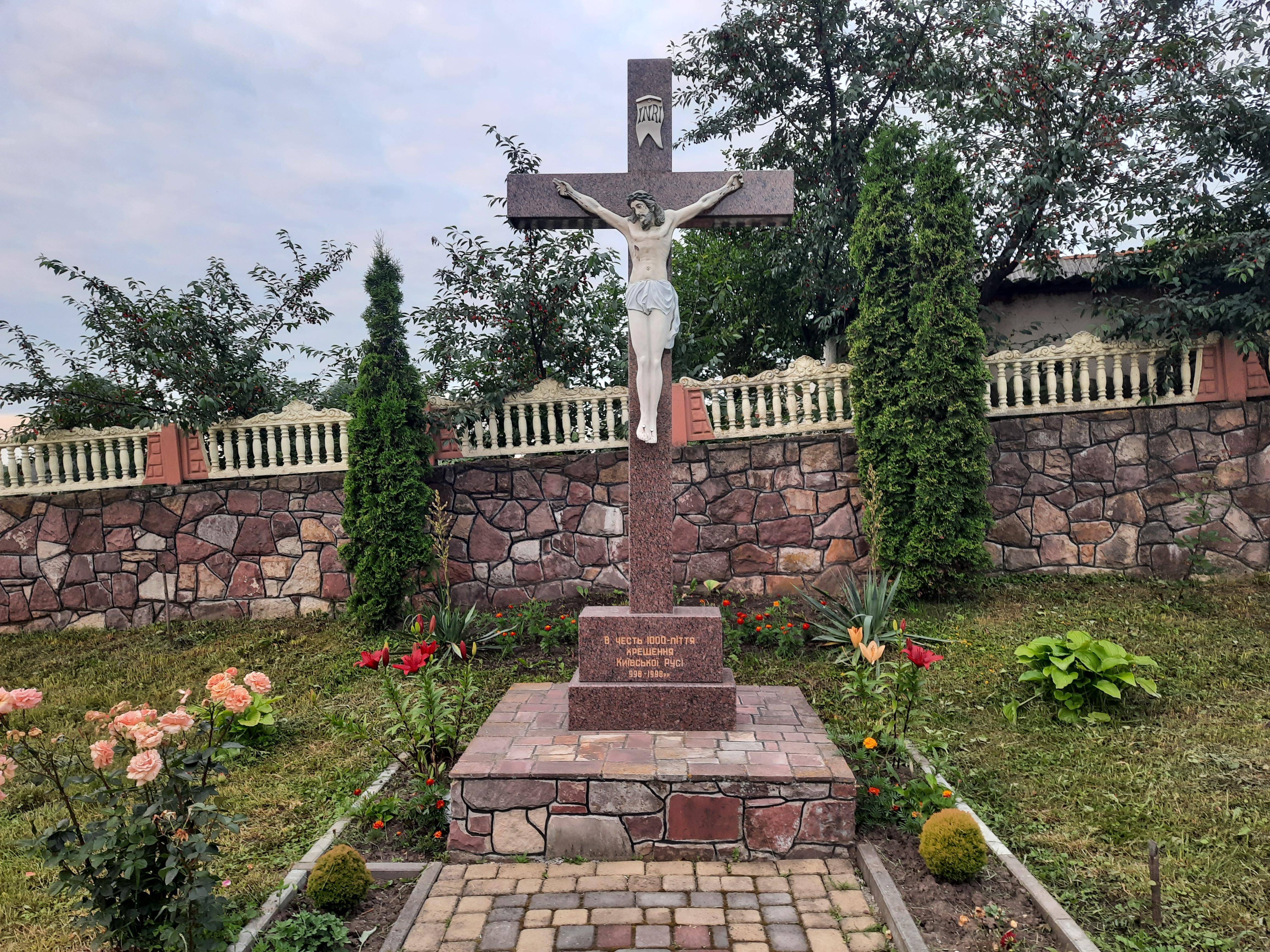
Памятний хрест в честь 1000-ліття хрещення України-Русі